# علي أباد ملا عليرضا (جلغة بهاباد)
علي أباد ملا علیرضا (بالفارسية: علی‌آباد ملاعلیرضا) هي قرية تقع في إيران في قسم جلغة الريفي. يقدر عدد سكانها بـ 255 نسمة .